# ریاض (خارطوم)
ریاض (به عربی: الریاض) یک محله و تقسیمات کشوری در سودان است که در خارطوم واقع شده‌است.